# Halwaxiida
Halwaxiida е предполагаем еволюционен клон камбрийски животни от надтип Lophotrochozoa, родствени на мекотелите
Името „Halwaxiida“ е словосъчетание на имената от две от семействата включени в него: Halkieria и Wiwaxia. Групата включва ранни до среднокамбрийски животни с меко тяло покрито от варовикови люспи, черупки и игли. Според някои учени това не е монофилетична група, а включва неродствени групи развили сходни белези в резултат на конвергентна еволюция. През 2007 г. е открит вид от ново изкопаемо семейство Orthrozanclidae, което поради сходството с останалите две и периода на обитание на организмите е включено към еволюционната група.

## Семейства
- Halkieriidae
- Orthrozanclidae
- Wiwaxiidae